# Can Figueras (Sant Jordi Desvalls)
Can Figueras és un edifici renaixentista de Sant Jordi Desvalls (Gironès) que forma part de l'Inventari del Patrimoni Arquitectònic de Catalunya.

## Descripció
La façana de Can Figueres correspon a l'entrada principal de l'antic Mas Veleta. Presenta una gran portalada dovellada de mig punt amb un escut del qual ja no es distingeix res. Sobre la porta una finestra d'arc conopial amb decoració molt ben treballada. A la cantonada, finestra cantonera amb petxines als laterals i una columneta a l'angle. A la paret que fa angle recte amb la de la façana hi ha una finestra força interessant amb una data, 1561, una àliga agafant una A amb les potes i la representació de dues cares humanes a banda i banda. Presenta teulada a una vessant i ràfec de teulada amb tres fileres.

## Història
Antigament formava part del Mas Veleta, format per un grup de masies d'un sol propietari, que les va vendre per parts. És coneguda també pel nom de "El convent" però s'ignora si en ella hi havia alguna congregació religiosa. Hi ha algunes llindes datades, com la de sota el portal que duu inscrita la data de 1561 o la data de 1580 en una llinda d'una de les finestres. Els avantpassats de l'actual propietària procedien de Can Figueres de Sant Marçal, d'aquí ve el nom actual de la casa.